# Canterbury of New Zealand
Canterbury of New Zealand, comúnmente conocida como CCC, es una empresa neozelandesa que se dedica a producir ropa para la práctica del rugby. La compañía tomó el nombre Canterbury de la región donde inició su actividad. Además de ser famosa por la ropa y botas de los equipos de rugby, la marca es también reconocida por fabricar protecciones para la cabeza y almohadillas también para el rugby.

## La empresa
Su eslogan es "the World's Toughest Activewear" los productos de la marca son famosos por ser resistentes, duraderos y diseñados para satisfacer las exigencias del juego. Los jerséis de Canterbury, suelen ser los más duraderos en el rugby y raras veces se rasgan. Supuestamente, ningún jersey de Canterbury se ha rasgado en un partido internacional entre 1967 y la final de 2007 del Tres Naciones.
La marca está extensamente distribuida en las selecciones nacionales de rugby. La oficina central estaba anteriormente en la ciudad de Christchurch en Canterbury en la Isla Sur, pero ahora se ha trasladado a Auckland. Operando en Brisbane (Australia); Ciudad del Cabo (Sudáfrica); Emeryville (California), Buenos Aires (Argentina) y Mánchester (Reino Unido). La marca también se fabrica y comercializa en Japón conforme a la licencia de Canterbury of New Zealand Japan. Además de producir ropa y equipamiento para la práctica del rugby, la empresa también fabrica y pone a la venta ropa de calle de estilo deportivo.

## Lesión de Petr Čech y el casco protector
El 21 de mayo de 2007, Canterbury anunció un acuerdo para ser el proveedor oficial del Portsmouth FC de la FA Premier League Inglesa, poco después firmó con el Deportivo La Coruña de La Liga Española, siendo la segunda incursión en el mundo del fútbol, ya que anteriormente había suministrado sus productos al New Zealand Knights FC, y proporcionó un protector para Petr Čech, portero del Chelsea FC, convaleciente de un traumatismo craneal.
Cuando Canterbury adaptó su casco de rugby con protecciones especiales para que Peter Cech del Chelsea pudiera jugar con menores riesgos, se produjo la protesta de Adidas, proveedor del Chelsea, y competencia de Canterbury en el rugby.
La marca alemana de las tres bandas no veía con buenos ojos que Cech luciera esa marca en el casco, pero el portero checo lo hizo como muestra de agradecimiento a esa marca, teniendo en cuenta que a Cech lo equipaba Lotto (ahora viste Adidas).
La FA Premier League no puso ningún impedimento en que se anunciase la marca neozelandesa en el casco. Pero la legislación de la UEFA no permite a los jugadores mostrar marcas deportivas que no se anuncien en las botas. Cech tuvo que tapar la marca del casco en los partidos de Champions.